# Utricularia striata
Utricularia striata este o specie de plante carnivore din genul Utricularia, familia Lentibulariaceae, ordinul Lamiales, descrisă de Le Conte. Conform Catalogue of Life specia Utricularia striata nu are subspecii cunoscute.